# Polina Buhrowa
Polina Witalijiwna Buhrowa (ukrainisch Поліна Віталіївна Бугрова; * 30. Januar 2004 in Charkiw) ist eine ukrainische Badmintonspielerin.

## Leben
Bis zum russischen Überfall auf die Ukraine 2022 lebte Buhrowa mit ihren Eltern und ihrem Bruder in Charkiw. Sie lebt seitdem getrennt von ihrer Familie in Neuhausen-Nymphenburg, wo sie von Juli 2022 bis Juni 2023 beim TSV Neuhausen-Nymphenburg Badminton gespielt hat.
Buhrowa studiert an der TU Charkiw.

## Karriere
Zu den ersten Turnieren Buhrowas zählen die Europameisterschaften 2021, 2022 und 2024 sowie die Weltmeisterschaft 2023. Des Weiteren nahm sie an den BWF-World-Tour-Turnieren 2022 in Indien, Frankreich und Taipeh teil. 2023 spielte sie in Thailand, Deutschland, Spanien, Kanada, den Vereinigten Staaten, Australien, Finnland, den Vereinigten Arabischen Emiraten und Indien. Sie ist ukrainische Meisterin und (Stand: Februar 2023) auf Platz 63 der Weltrangliste.
2024 qualifizierte sich Buhrowa für die Olympischen Sommerspiele 2024 in Paris im Frauen-Einzel.